# تفنگ بلند کنتاکی

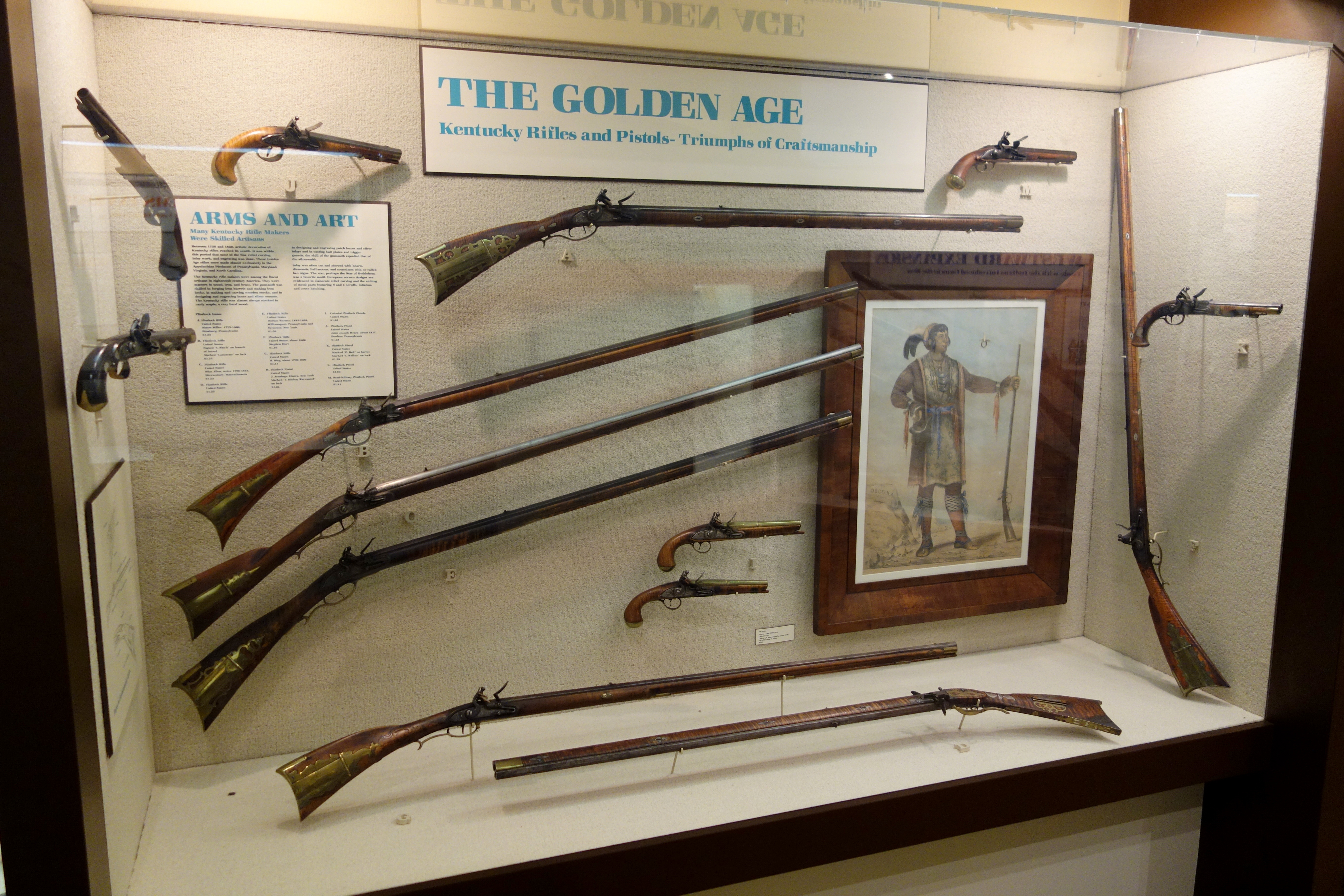
انواع تفنگ بلند عصر طلایی سلاح پنسیلوانیا و ماساچوست موزه هنر هانتینگتون

تفنگ بلند کنتاکی Kentucky rifle که با نام‌های تفنگ پنسیلوانیا یا تفنگ بلند آمریکایی نیز شناخته می‌شود، یک سلاح گرم سر پر است که برای شکار و جنگ استفاده می‌شود. این یکی از اولین تفنگ‌های رایج مورد استفاده بود.  ویژگی تفنگ آمریکایی، با لوله بسیار بلند و کالیبر نسبتاً کوچک مشخص می‌شد که در تفنگ‌های اروپایی آن دوره غیر معمول بود.

## خاستگاه
تفنگ بلند توسط اسلحه سازان آلمانی که به آمریکا مهاجرت کرده بودند ساخته شد و فناوری تفنگ را از آنجا به همراه آوردند.
بنابر اسناد موجود در سوابق مالیاتی شهرستان برکس در پنسیلوانیا، رابرت بیکر و مارتین میلین از اولین کسانی هستند که تفنگ بلند را ساختند.

## مکانیزم
تفنگ بلند، اولین نمونه استفاده از خان (شیارهای مارپیچ در سوراخ) در اسلحه گرم است که باعث می‌شد مرمی (معمولاً یک ساچمه سربی گرد) حول محور حرکت خان بچرخد. این امر پایداری در مسیر هدف را در آن افزایش داد و به‌طور چشمگیری دقت آن را نسبت به تفنگ‌های با لوله صاف که ارزان‌تر و رایج تر بودند، بهبود بخشید.
مشخصه آن نسبت به انواع اروپایی خود، لوله‌های غیرعادی بسیار بلندی داشت. علاوه بر طول بسیار بلند، لوله‌های مورد استفاده دراین تفنگ‌ها نیز مجهز به خان شده بود و در نتیجه به واسطه دقت زیاد ناشی از اینکار، افراد می‌توانستند هدفی به اندازه یک انسان را از فاصله ۲۰۰ یاردی «چیزی درحدود ۱۸۳ متر» هدف قرار دهند.
این درحالی بود که برد مؤثر تفنگ‌های فتیله‌ای حریف در آن دوران، کمتر از ۱۰۰ یارد بود. اگر چه پر کردن آنها از تفنگ‌های فتیله‌ای کندتر انجام می‌شد؛ دقت بسیار بالای این سلاح‌ها به استعمارگران آمریکایی کمک کرد که استقلال خود را از انگلیس پس بگیرند.

## خدمات
دقت به دست آمده توسط تفنگ بلند، آن را به ابزاری ایده‌آل برای شکار در حیات وحش برای تهیه غذا در آمریکای مستعمره تبدیل کرد.
اولین کاربرد جنگی عمده تفنگ بلند در مستعمره‌های آمریکا در طول جنگ فرانسویان و سرخپوستان دیده شد و بعدها در قرن هجدهم با استفاده روزافزون در جنگ انقلاب آمریکا، جنگ ۱۸۱۲، انقلاب تگزاس و جنگ داخلی آمریکا خدمت کرد.